# Brezik (Lukač)
Brezik is een plaats in de gemeente Lukač in de Kroatische provincie Virovitica-Podravina. De plaats telt 233 inwoners (2001).